# Karbalayi Safikhan Garabaghi
Karbalayi Safikhan Sultanhuseyn oghlu Garabaghi (en azéri : Kərbəlayı Səfixan Sultanhüseyn oğlu Qarabaği ; né vers 1817 et mort en 1910) est architecte azerbaïdjanais et l'un des représentants des écoles d'architecture du Garabagh.

## Biographie
Karbalayi Safikhan Garabaghi est né en 1817 dans la ville de Choucha. Il y a des contradictions dans sa date de naissance. L’architecte est décédé en 1910. Il est tombé du minaret et s'est cassé la veine jugulaire alors qu'il réparait la mosquée à Saatli. Il a vécu 9 jours après l’accident.Il a été enterré au cimetière Mirza Hasan.
Karbalayi Safikhan Garabaghi avait des fils nommés Alakbar (1858-?), Gulmammad (1863-?) et une fille Khurshid

## Travaux
Les bâtiments de Kerbalayi Sefikhan Garabaghi comprennent des éléments traditionnels et romantiques. Les conceptions de Garabaghi, telles que celles des mosquées d'Aghdam et de Barda, utilisent des dispositifs simples basés sur les traditions architecturales azerbaïdjanaises.
La base de la mosquée Yukhari Govhar Agha construite par lui en 1883, porte l'inscription en arabe : Fait par Karbalayi Safikhan Garabakhi. 1301.
Safikhan est l'auteur de nombreux bâtiments à Odessa, Achgabat et en Asie centrale. .